# Lake Ranger Station
La Lake Ranger Station est une station de rangers américaine dans le comté de Teton, dans le Wyoming. Située à 2 367 m d'altitude au bord du lac Yellowstone, elle est protégée au sein du parc national de Yellowstone. Bâtiment en rondins dans le style rustique du National Park Service, elle a été livrée en 1923.